# Ouro Verde FM
A Ouro Verde FM é uma emissora de rádio de Curitiba, Paraná operando na freqüência 105.5 MHz, em FM.
A Rádio Ouro Verde FM classe A de Curitiba faz parte do grupo SIRA. Há mais de 10 anos é líder consecutiva no segmento adulto qualificado, classe A+B acima dos 25 anos de idade. A programação é básicamente musical com uma seleção de temas que fazem dela uma Rádio que é a cara do Curitibano, exigente e de bom gosto.
Fundada em 15 de março de 1984 a Rádio Ouro Verde FM tem sido agraciada entre outras honrarias com o Prêmio Colunistas de melhor emissora de FM de Curitiba, Prêmio Melhores do Rádio, também como a melhor emissora da cidade, 1 disco de diamante, 2 discos de platina e 3 discos de Ouro.
Na sua programação se destacam ainda o informativo horário "Ouro Verde Notícias" e o boletim "Ouro Verde no Trânsito" que mantém o ouvinte bem informado de hora em hora sobre os principais acontecimentos de Curitiba, Brasil e o mundo.
SIRA - O Sistema Integrado de Rádio foi criado para oferecer as mais completas opções aos anunciantes no Paraná e Brasil.
Formado pelas Rádios Ouro Verde FM, Caiobá FM e Difusora 590 AM, é hoje o maior grupo de Comunicação no segmento Rádio do estado do Paraná. Maior pela abrangência de cobertura, pela variedade de público e diversidade de Programação.
As Emissoras do Grupo SIRA trabalham com o que existe de mais moderno em alta tecnologia, programação selecionada  para cada tipo de público.
A rádio Ouro Verde FM transmite programação diferenciada dentro do conceito "easy" (projeto surgido em 2013 baseado em rádio norte-americanas) que apresenta canções suaves intercaladas com informações de trânsito e manchetes das principais notícias do momento, em geral se situa entre o "Top 10" do dial curitibano.
É a emissora líder no segmento AB acima de 25 anos de idade , 82% de seus ouvintes são economicamente ativos e mais de 60% pertencem a classe AB.

## Premiações
A Rádio Ouro Verde FM já recebeu diversos prêmios.
- Prêmio Colunistas – Melhor Emissora FM de Curitiba
- Prêmio Melhores do Rádio – Melhor Emissora FM de Curitiba
- 1 Disco de Diamante
- 2 Discos de Platina
- 3 Discos de Ouro

As promoções feitas pela Rádio Ouro Verde FM incluem viagens para os Estados Unidos, Europa, cruzeiros marítimos e estadias nos melhores Hotéis do Brasil e do mundo.
A Rádio Ouro Verde FM foi a primeira Emissora de Rádio do Sul do Brasil a utilizar o RDS (Radio Data System) A primeira Rádio Adulto Contemporânea disponível para download
no iTunes/Store - Aplicativo gratuito.